# Ljutowid
Ljutowid lub Ljutovid – książę Zhumla po 1042.
Imię Ljutowida jako władcy Zahumla podaje Latopis popa Duklanina oraz sygillion wystawiony przez tego władcę około 1054 roku dla benedyktyńskiego klasztoru na wyspie Lokrum. Dokument ten, w świetle nowszych badań nie budzący wątpliwości co do jego autentyczności, będący łacińskim przekładem oryginału greckiego, tytułuje Ljutowida protospatarem, konsulem i strategiem Zahumla oraz Serbii. Odpowiadająca bizantyńskiemu protokołowi tytulatura władcy wskazuje, że Ljutowid pozostawał w strefie wpływów probizantyńskich, wspierając politykę cesarską prowadzoną przez duksa Dracza przeciwko Dukli. Z uwagi na to że po 1042 roku źródła nie wspominają już na tronie Zahumla Stefana Wojsława, przyjmuje się, że objął władzę po ojcu około tej daty. Z faktu, że Latopis popa Duklanina mówiąc o objęciu przez Michała I, księcia Dukli, władzy princepsa, nie wspomina o znajdującej się wcześniej pod zwierzchnictwem Dukli, Trawunii, przyjmuje się, że Ljutowid wykorzystał bunt Trawunian i w toku toczących się walk pomiędzy książętami duklańskimi a możnowładztwem trebińskim, przyłączył Trawunię do swojego państwa.